# Coppa del mondo di corsa in montagna 2011
La Coppa del mondo di corsa in montagna 2011 si è disputata su sei prove sotto il nome di "WMRA Grand Prix" . La coppa maschile è stata vinta da Ahmet Arslan, quella femminile da Lucija Krkoc.

## Gare di coppa del mondo 2011
Per il 2011 le gare valevoli per la coppa del mondo erano sei, contano i migliori quattro risultati. Un atleta entra in classifica finale a condizione di aver raccolto punti in almeno due competizioni valevoli per la coppa.
| Gara | Nome della gara        | Luogo di svolgimento | Data         | Nazione  |
| ---- | ---------------------- | -------------------- | ------------ | -------- |
| 1    | Castle Mountain Race   | Arco                 | 22 maggio    | Italia   |
| 2    | Montée du Grand Ballon | Willer-sur-Thur      | 2 giugno     | Francia  |
| 3    | Tek na Grintovec       | Kamnik               | 24 luglio    | Slovenia |
| 4    | Harakiri Mountain Race | Mayrhofen            | 31 luglio    | Austria  |
| 5    | Mondiali a Tirana      | Tirana               | 11 settembre | Albania  |
| 6    | Smarna Gora            | Lubiana              | 1 ottobre    | Slovenia |

## Punteggi
Ecco come sono stati ripartiti i punti per la coppa del mondo 2011. Dal primo al trentesimo rango. Per la gara finale, la Smarna Gora, e per i campionati del mondo vengono attribuiti maggiori punti.
| Rango | Punti | Punti gara finale e mondiale |
| ----- | ----- | ---------------------------- |
| 1°    | 100   | 120                          |
| 2°    | 85    | 102                          |
| 3°    | 75    | 90                           |
| 4°    | 70    | 84                           |
| 5°    | 65    | 78                           |
| 6°    | 60    | 72                           |
| 7°    | 55    | 66                           |
| 8°    | 50    | 60                           |
| 9°    | 45    | 54                           |
| 10°   | 40    | 48                           |

| Rango | Punti | Punti gara finale e mondiale |
| ----- | ----- | ---------------------------- |
| 11°   | 35    | 42                           |
| 12°   | 30    | 37                           |
| 13°   | 27    | 32                           |
| 14°   | 24    | 29                           |
| 15°   | 22    | 26                           |
| 16°   | 20    | 23                           |
| 17°   | 18    | 21                           |
| 18°   | 16    | 19                           |
| 19°   | 14    | 17                           |
| 20°   | 12    | 15                           |

| Rango | Punti | Punti gara finale e mondiale |
| ----- | ----- | ---------------------------- |
| 21°   | 10    | 13                           |
| 22°   | 9     | 11                           |
| 23°   | 8     | 9                            |
| 24°   | 7     | 8                            |
| 25°   | 6     | 7                            |
| 26°   | 5     | 6                            |
| 27°   | 4     | 5                            |
| 28°   | 3     | 4                            |
| 29°   | 2     | 3                            |
| 30°   | 1     | 2                            |

## Uomini
Classifica finale
| Pos. | Atleta            | Anno | Nazione     | Gara 1 | Gara 2 | Gara 3 | Gara 4 | Gara 5 | Gara 6 | Totale |
| ---- | ----------------- | ---- | ----------- | ------ | ------ | ------ | ------ | ------ | ------ | ------ |
| 1    | Ahmet Arslan      | 1986 | Turchia     |        |        | 100    | 85     | 102    | 120    | 407    |
| 2    | David Schneider   | 1981 | Svizzera    |        | 100    | 85     |        |        | 102    | 287    |
| 3    | Martin Dematteis  | 1986 | Italia      | 100    |        |        |        | 90     |        | 190    |
| 4    | Gabriele Abate    | 1979 | Italia      | 70     |        |        |        | 29     | 90     | 189    |
| 5    | Mitja Kosovelj    | 1984 | Slovenia    | 45     |        |        | 24     | 37     | 78     | 184    |
| 6    | Bernard Dematteis | 1986 | Italia      | 85     |        |        |        | 84     |        | 169    |
| 7    | Orlando Edwards   | 1975 | Regno Unito |        | 24     | 65     |        | 7      | 54     | 150    |
| 8    | Adam Kovacs       | 1986 | Ungheria    |        |        |        |        | 54     | 84     | 138    |
| 9    | Didier Zago       | 1978 | Francia     |        | 65     |        |        | 72     |        | 137    |
| 10   | Alex Baldaccini   | 1988 | Italia      | 55     |        |        |        | 8      | 72     | 135    |
| 11   | Adam Osborne      | 1976 | Regno Unito |        | 30     | 45     | 35     |        | 23     | 133    |
| 12   | Robert Krupicka   | 1978 | Rep. Ceca   |        |        | 75     | 55     |        |        | 130    |
| 13   | Julien Rancon     | 1980 | Francia     |        | 75     |        |        | 48     |        | 123    |
| 14   | Simon Alic        | 1971 | Slovenia    |        |        | 70     |        |        | 48     | 118    |
| 15   | Luca Cagnati      | 1990 | Italia      | 16     |        |        |        |        | 60     | 76     |
| 16   | Simon Lechleitner | 1979 | Austria     |        |        |        | 45     | 26     |        | 71     |
| 17   | Klemen Triler     | 1977 | Slovenia    |        |        | 50     | 14     |        |        | 64     |
| 18   | Timo Zeiler       | 1981 | Germania    |        | 35     |        | 20     |        |        | 55     |
| 19   | Simon Gutierrez   | 1966 | Stati Uniti |        | 27     |        | 27     |        |        | 54     |
| 20   | Peter Lamovec     | 1984 | Slovenia    | 8      |        | 35     |        |        |        | 43     |
| 21   | Luka Mihelic      | 1992 | Slovenia    |        |        | 27     | 3      |        | 5      | 35     |
| 22   | Franci Teraz      | 1962 | Slovenia    |        |        | 12     |        |        | 13     | 25     |
| 23   | Gregor Mlakar     | 1988 | Slovenia    |        |        | 16     |        |        | 8      | 24     |
| 24   | Tamas Gerlei      | 1969 | Ungheria    |        |        | 10     | 9      |        |        | 19     |
| 25   | Andrej Trojer     | 1971 | Slovenia    |        |        | 5      |        |        | 2      | 7      |

## Donne
Classifica finale
| Pos. | Atleta               | Anno | Nazione     | Gara 1 | Gara 2 | Gara 3 | Gara 4 | Gara 5 | Gara 6 | Totale |
| ---- | -------------------- | ---- | ----------- | ------ | ------ | ------ | ------ | ------ | ------ | ------ |
| 1    | Lucija Krkoc         | 1988 | Slovenia    | 100    |        | 100    | 85     |        | 120    | 405    |
| 2    | Antonella Confortola | 1975 | Italia      | 65     |        |        | 100    | 60     | 102    | 327    |
| 3    | Emma Clayton         | 1988 | Regno Unito | 85     | 65     |        | 45     | 48     | 66     | 264    |
| 4    | Lauren Jeska         | 1974 | Regno Unito | 60     |        | 75     | 30     |        | 60     | 225    |
| 5    | Mateja Kosovelj      | 1988 | Slovenia    |        |        |        | 60     | 72     | 78     | 201    |
| 6    | Pavla Schorna        | 1980 | Rep. Ceca   |        |        |        |        | 84     | 90     | 174    |
| 7    | Marion Kapuscinski   | 1967 | Austria     |        |        | 65     | 35     |        | 42     | 142    |
| 8    | Denisa Dragomir      | 1992 | Romania     |        |        | 85     | 55     |        |        | 140    |
| 9    | Alice Gaggi          | 1987 | Italia      | 75     |        |        |        | 54     |        | 129    |
| 10   | Adelaide Pantheon    | 1991 | Francia     |        | 85     |        |        | 7      |        | 92     |
| 11   | Mihaela Tusar        | 1966 | Slovenia    |        |        | 55     |        |        | 32     | 87     |
| 12   | Ursa Trobec          | 1967 | Slovenia    |        |        | 60     |        |        | 26     | 86     |
| 13   | Mina Ouahmane        | 1972 | Francia     |        | 7      | 27     | 27     |        | 17     | 78     |
| 14   | Brandy Erholtz       | 1977 | Stati Uniti |        |        |        | 70     | 6      |        | 76     |
| 15   | Valentina Belotti    | 1980 | Italia      | 45     |        |        |        | 29     |        | 74     |
| 16   | Spela Zupan          | 1987 | Slovenia    |        |        | 50     |        |        | 21     | 71     |
| 17   | Thea Lillehov        | 1977 | Austria     |        |        | 24     |        |        | 29     | 53     |
| 18   | Petra Hren           | 1990 | Slovenia    |        |        | 20     |        |        | 11     | 31     |
| 19   | Katja Hren           | 1994 | Slovenia    |        |        | 9      |        |        | 8      | 17     |